# Роман и Франческа
«Роман и Франческа» — фильм советского режиссёра Владимира Денисенко, снятый в 1960 году в жанре мелодрамы. Премьера состоялась 16 марта 1961 года.

## Сюжет
Накануне 22 июня 1941 года в итальянский порт пришёл торговый советский корабль «Тарас Шевченко». Моряк Роман (его роль исполняет Павел Морозенко) сошёл на берег. Он услышал пение простой итальянской девушки Франчески (роль исполняет Людмила Гурченко), и молодые люди влюбляются друг в друга. Однако наутро началась война, и советское судно вынуждено срочно возвращаться на родину. Влюблённые верят, что обязательно встретятся вновь.
На пути домой советское судно было потоплено. Из всего экипажа спастись удалось только Роману и боцману. На берегу двух советских моряков приютили простые люди, они становятся участниками движения Сопротивления. В дальнейшем боцман погибает, а Роман считается погибшим. Его фотография помещена на памятнике погибшим героям.
Однако Роман остаётся жив и возвращается на Родину. После войны он снова работает моряком. Однажды его корабль заходит в знакомый порт. Роман ищет свою итальянскую подругу, в поисках ему помогают его друзья по партизанскому отряду. Роман приходит на концерт Франчески, он зовёт её, но ей становится плохо, она думает, что это было видение. Тогда Роман пишет письмо, что он жив и его корабль скоро уходит. Франческа получает письмо и спешит на пристань, но Роман смог увидеть её только с борта уходящего корабля.

## Создатели
- Режиссёр: Владимир Денисенко
- Сценарист: Александр Ильченко
- Оператор: Франциск Семянников
- Композитор: Александр Билаш
- Художник: Алексей Бобровников

## В ролях
| Актёр                | Роль                                           |
| -------------------- | ---------------------------------------------- |
| Павел Морозенко      | советский моряк корабля «Тарас Шевченко» Роман |
| Людмила Гурченко     | Франческа Карродини                            |
| Татьяна Бестаева     | Лючина                                         |
| Пётр Вескляров       | Чино Алигьери                                  |
| Михаил Заднепровский | боцман корабля «Тарас Шевченко» Иван Семёнович |
| Софья Карамаш        | Мария                                          |
| Лев Олевский         | Джакомо                                        |
| Сергей Петров        | учитель пения                                  |
| Николай Рушковский   | Карлино Чезарини                               |
| Анатолий Скибенко    | Данте Алигьери                                 |
| Алексей Смирнов      | герр Фриц                                      |
| Наталья Наум         | Мадонна                                        |
| Ольга Машек          | Верина                                         |
| Сергей Дворецкий     | итальянский партизан                           |

## Критика
Кинокритик Виктор Дёмин назвал роль Франчески кульминацией «неестественно-естественных» ролей Людмилы Гурченко того периода её творчества . В актёрской энциклопедии «Кино России» (2002, том 1) утверждается, что после успеха Л. Гурченко в фильме «Карнавальная ночь» «режиссёры тиражировали её успех, предлагая однотипные роли милых, поющих девушек: „Девушка с гитарой“ (1958) — Таня Федосова, „Роман и Франческа“ (1960) — Франческа Карродини».
Журнал «Театральная жизнь» в 1974 году утверждал, что актёр Павел Морозенко стал знаменитым после своей первой роли в кино: «Фильм „Роман и Франческа“ обошёл все экраны мира. Синеглазый, обаятельный и скромный советский моряк Роман — П. Морозенко понравился зрителям».
Киновед А. В. Фёдоров упоминал фильм в связи с идеологической конфронтацией в период «холодной войны»: «Романа и Франческу разделяет контрастный идеологический статус их стран». Он указал, что в фильме создан благоприятный образ иностранки и «Людмила Гурченко старательно изображала весьма положительную и недурно поющую итальянку, влюбившуюся в русского моряка». Кинокритик отмечал акцентированно позитивное изображение положительных персонажей и «гротеск по отношению к персонажам отрицательным», а также то, что «итальянская среда подана в условном ключе». Он писал: «Мелодрама „Роман и Франческа“ рассказывала о любви советского моряка (Павел
Морозенко) и симпатичной итальянки (Людмила Гурченко) в условно–бутафорской манере, пригодной, скорее, для оперетты».